# گابی چاوز
گابریل «گابی» چاوز (زاده ۷ ژوئیه ۱۹۹۳) یک راننده مسابقه ای کلمبیایی-آمریکایی است که در حال حاضر در مسابقات قهرمانی خودروهای ورزشی ایمسا و چالش مسابقات استقامتی میشلین شرکت می‌کند. او در سری مسابقات ایندی‌کارمسابقه داده است و قهرمان ایندی لایت ۲۰۱۴ شده است.